# Site archéologique de Cat Tiên

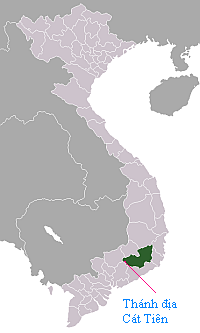
Location d’emplacement archéologique de Cat Tiên.

Le site archéologique de Cat Tiên (en vietnamien : Thánh địa Cát Tiên) est un site archéologique découvert en 1985, situé dans une de zone de plusieurs centaines d’hectares sur une longueur de 15 kilomètres le long du fleuve Da Dong et du Dông Nai, au Viêt Nam, comprenant des collines et des terrains alluviaux, entourés par la chaîne des Annamites du sud. Cet emplacement est situé sur les communes de Quang Ngai et de Duc Pho, les objets façonnés principaux se concentrant à Quang Ngai, province de Lâm Đồng. Les scientifiques ont émis l’hypothèse que le site pourrait dater du IVe au VIIIe siècle. Cependant la question de savoir à quel royaume cette civilisation appartenait, reste encore un problème de controverse.